# Бронхолитики
Бронхолитики — фармакологическая группа симптоматических лекарств, непосредственно снимающих бронхоспазм и применяющихся при лечении бронхиальной астмы и хронической обструктивной болезни лёгких и некоторых других заболеваниях. К этой группе не относят препараты, влияющие на причины бронхоспазма, такие как антигистаминные, кортикостероидные, противовирусные, противомикробные и другие.
К ним относят препараты, блокирующие бронхоспазм различными путями:
- Агонисты β2-адренорецепторов
  - Неспецифические β-агонисты (бета-агонисты, β-адреномиметики, БДА)
    - Орципреналин, Изопреналин

  - Специфические β2-агонисты (бета-два-агонисты, β2-адреномиметики, агонисты β2-адренорецепторов):
    - короткого действия (БДАк): сальбутамол, фенотерол, тербуталин, гексопреналин, кленбутерол
    - длительного (пролонгированного) действия (БДАп): сальметерол, формотерол
    - для приёма внутрь (БДАв): сальтос
- Антагонисты М-холинорецепторов (М-холинолитики, холинолитические средства, антихолинергические средства) — ипратропия бромид, тиотропия бромид, гликопиррония бромид и др.
- миотропные спазмолитики: Теофиллин, производные ксантина
- Адреналин
- Глауцин
- Некоторые аналептики (Этимизол)

Бронхолитики выпускаются в виде ингаляторов, таблеток, сиропов и растворов для инъекций. Ингаляторы (и их подвид, небулайзеры) наиболее популярны.
Разрабатываются комплексные препараты, действующие на несколько видов рецепторов сразу, и препараты «ультра-длительного действия» для приёма раз в сутки и реже.